# Recursivitate

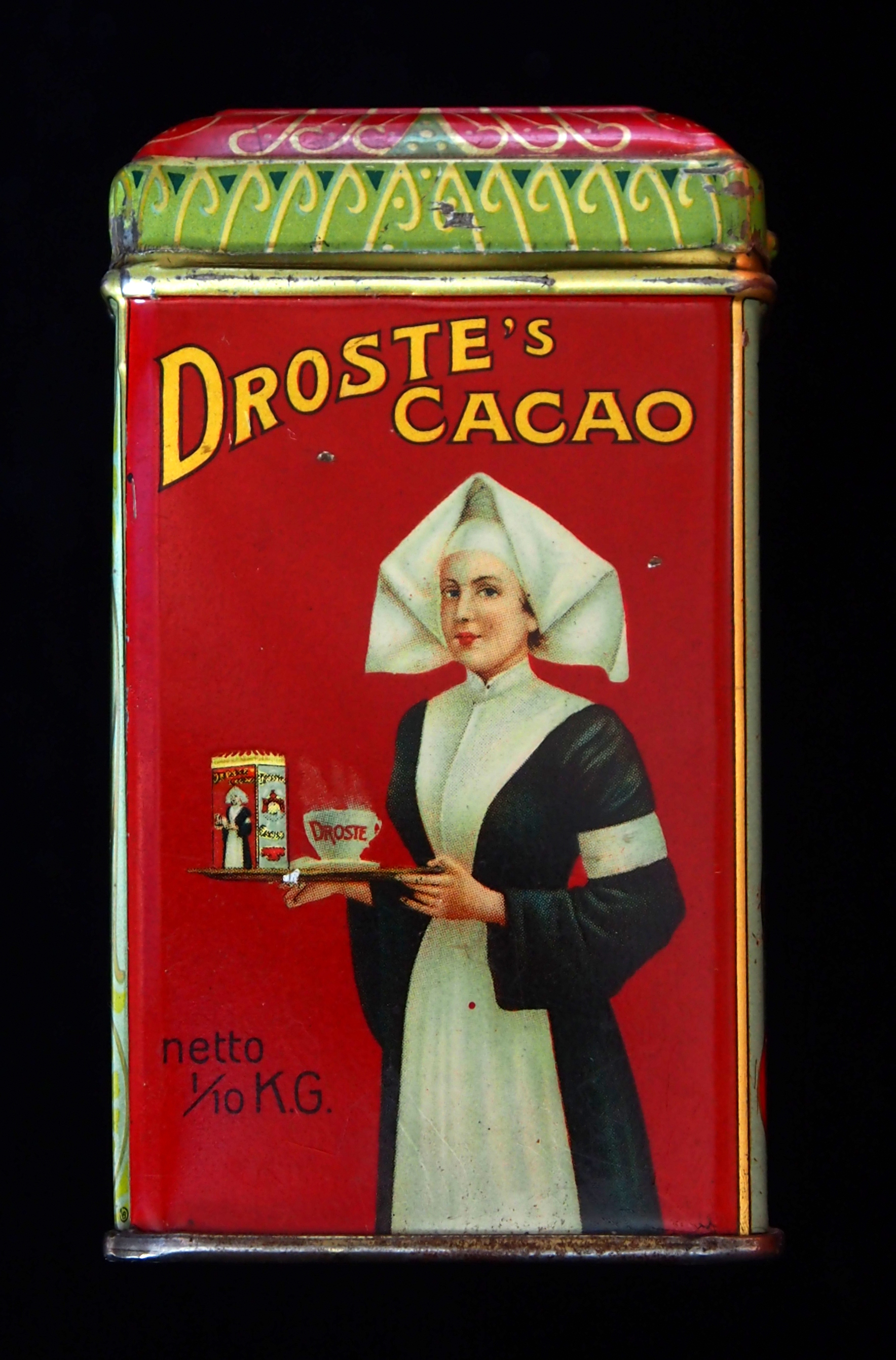
O formă de recursivitate vizuală cunoscută sub numele de efectul Droste.

În matematică și informatică, recursivitatea este un mod de a defini unele funcții. Funcția este recursivă, dacă definiția ei folosește o referire la ea însăși, creând la prima vedere un cerc vicios, care însă este numai aparent. Funcția recursivă este funcție de mai multe variabile cu domeniul de definiție cuprins în mulțimea numerelor naturale, ale cărei valori, care sunt tot numere naturale, se calculează după anumite reguli de calcul din aproape în aproape.
Nu toate funcțiile matematice pot fi definite recursiv; cu alte cuvinte există și funcții nerecursive.

## Definiții formale ale recursivității
În matematică și informatică recursivitatea funcționează prin definirea unuia sau a mai multe cazuri de bază, foarte simple, și apoi prin definirea unor reguli prin care cazurile mai complexe se reduc la cazuri mai simple.
Un exemplu de recursivitate este întâlnit în construcția succesivă a mulțimii numerelor naturale în cadrul teoriei mulțimilor pornind de la un prim element:
- baza recursiei este faptul că 1 este număr natural;
- în plus, orice număr natural are un succesor, care este de asemenea un număr natural.

Un alt exemplu ar fi definirea conceptului de strămoș al unei persoane:
- Un părinte este strămoșul copilului. ("Baza")
- Părinții unui strămoș sunt și ei strămoși ("Pasul de recursivitate").

În Dicționarul explicativ al limbii române, elaborat de Academia Română, recursivitatea este definită ca fiind însușirea de a fi recursiv, deci care poate fi repetat în mod nelimitat.